# Abaixa el cap, maleït!
Abaixa el cap, maleït! (títol original en italià Giù la testa) és una pel·lícula italiana dirigida per Sergio Leone i estrenada l'any 1971. Ha estat doblada al català.

## Repartiment
- James Coburn: John Mallory
- Maria Monti: Adelita
- Rod Steiger: Juan Miranda
- Romolo Valli: Dr. Villega
- Vivienne Chandler: L'amiga petita de John (flash back)